# Cantone di Saint-Laurent-du-Var-Cagnes-sur-Mer-Est
Il Cantone di Saint-Laurent-du-Var-Cagnes-sur-Mer-Est era una divisione amministrativa dell'arrondissement di Grasse.
A seguito della riforma approvata con decreto del 24 febbraio 2014, che ha avuto attuazione dopo le elezioni dipartimentali del 2015, è stato soppresso.

## Composizione
Comprendeva la parte orientale della città di Cagnes-sur-Mer e 1 comune:
- Saint-Laurent-du-Var.